# Attatha gaetana
Attatha gaetana là một loài bướm đêm trong họ Noctuidae.